# Дубравице (Республика Сербская)
Дубравице (серб. Дубравице / Dubravice) — село в общине Братунац Республики Сербской Боснии и Герцеговины. Население составляет 286 человек по переписи 2013 года.

## География
Располагается на реке Дрина. Площадь обрабатываемых земель — 867 гектара.